# 몽유도원도
몽유도원도(夢遊桃源圖)는 1447년 4월 20일 안평대군이 무릉도원의 꿈을 꾸었고, 그 내용을 안견에게 설명하여 3일만에 그림이 완성되었으며, 매죽헌에서 몽유도원도라는 제서(題書)를 달았다. 이 그림의 화풍은 꿈속 도원을 위에서 내려다 본 부감법(俯瞰法)으로, 기암절벽 위에 복사꽃이 만발하고, 띠풀로 엮은 초막과 폭포수 아래 빈 배도 보이는 꿈속의 낙원을 표현한 안견(安堅)의 최고 걸작이다.

## 개요

신숙주의 찬시 (1447년)

세로 38.7 cm, 가로 106.5cm의 크기이다. 세종의 셋째아들이 꾼 무릉도원에 대한 꿈을 주제로 하고 있는데, 도연명의 《도화원기》와도 밀접한 관계가 있다. 보통의 두루마리 그림과는 다르게 왼쪽 하단부에서 오른쪽 상단부로 이야기가 펼쳐지는 구성을 가지고 있는데 왼편 하단부에는 현실세계, 나머지 오른쪽 부분은 꿈속 세계를 표현하였다. 복숭아 밭이 넓게 펼쳐져 있고, 절벽들이 잘 표현되어 있다. 대조적인 분위기이지만 통일감이 있고 조화롭게 하나의 모습으로 나타나 있다. 중국 화풍인 이곽파 화풍을 이용해 그렸는데, 부감법을 이용해 그림 공간처리나 높이에 따른 대조, 운두준법, 세형침수, 조광효과의 표현 등에서 이곽파 화풍의 영향이 잘 표현되어 있다
그림 양쪽으로 안평대군의 제서와 시1수가 적혀있고, 신숙주, 정인지, 박팽년, 성삼문 등의 당대 20여명의 찬문이 있는데 모두 친필이다. 그렇기 때문에 문학사는 물론 서예사로써 큰 가치가 있고, 한국 산수화 발전에도 큰 영향을 미쳤다.
현재 몽유도원도는 일본의 덴리 대학 부속 덴리 도서관에 소장되어 있는데, 어떤 경로로, 어떻게 반출되었는지는 확실하지 않다. 임진왜란 당시 제4진으로 조선에 출병한 시마즈 요시히로가 경기도 고양현에 있는 절 대자암(大慈庵)에서 이 그림을 약탈해 일본의 손에 들어갔다는 얘기도 있었지만 추정만 할 뿐 확인된 사실은 아니다. 몽유도원도를 소장했던 일본소장가 중에서 도진구징(島津久徵)의 생애나 활동을 미루어 볼 때, 1893년 이전에 이미 일본에 있었다는 사실이 추정되고 있으며, 1955년경부터 덴리 대학이 소장하고 있다. 학계에선 당시의 시대적인 상황이나 이 작품의 가치 등을 미루어 보았을 때 사실상 약탈당한 문화재라고 추정하고는 있지만 아직 명확한 증명은 이루어지지 못했다.
2009년 9월 29일, 몽유도원도는 2009년 11월 8일까지 국립중앙박물관에서 열리는 '한국 박물관 개관 100주년 기념 특별전-여민해락(與民
偕樂)'을 통해 1996년 호암미술관의 '조선 전기 국보전' 이후 13년 만에 대한민국에서 전시되었다. 단 본 전시와는 별도로 10월 7일까지만 일반에 공개되었다.

## 사진

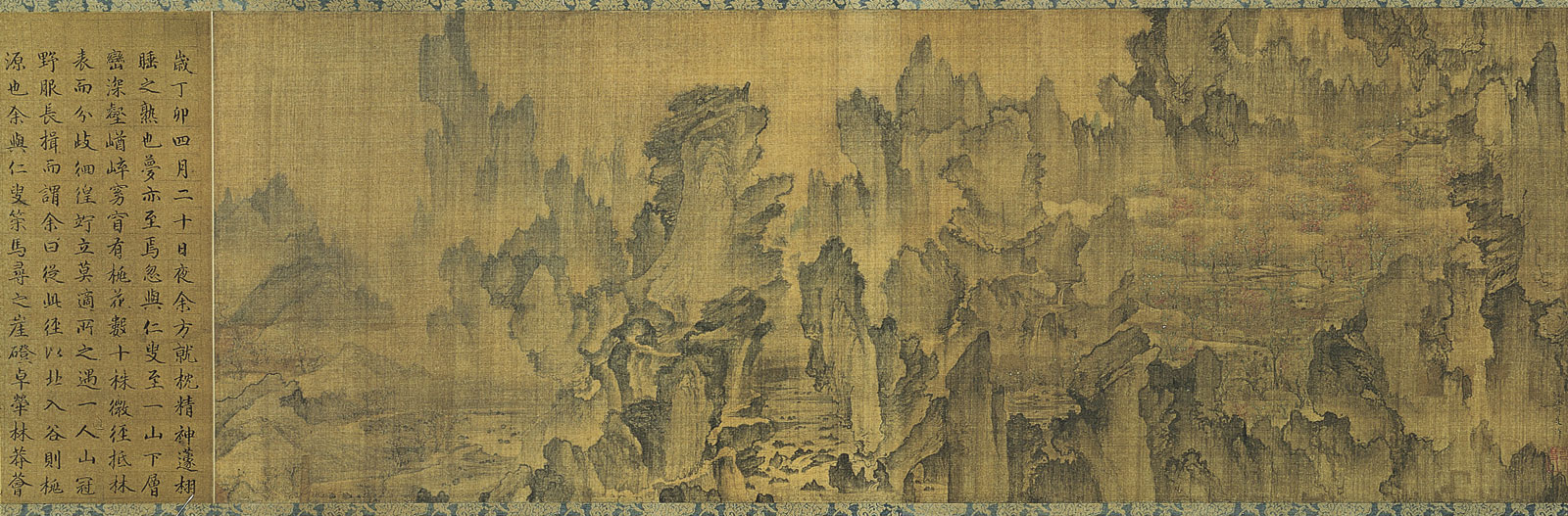
안견 <몽유도원도> (1447년), 일본의 중요문화재, 덴리 대학 부속 덴리 도서관 소장

## 제서와 찬문
"이 세상 어느곳이 꿈꾼 도원인가, 은자(隱者)의 옷 차림새 아직도 눈에 선 하거늘, 그림으로 그려놓고 보니 참으로 좋을시고, 여러천년 전해지면 오죽 좋을까, 그림이 다된 후 사흘째 정월 밤, 치지정(致知亭)에서 다시 펼쳐보고 짓는다."

몽유도원도가 완성된 3년 후(1450) 안평대군은 무계정사를 세우게 되어, 문사들을 초대하여 이 작품을 감상하고, 그 때 찬문을 남긴 인물은, 신숙주(31). 이개(31). 하연(72). 송처관(38). 김담(32). 고득종(60). 강석덕(53). 정인지(52). 박연(70). 김종서(65). 이적(. 최항(39). 박팽년(31). 윤자운(32). 이예(29). 이현로(30?). 서거정(28). 성삼문(30). 김수온(38). 만우(?卍). 최수(?)이고 이 21명은 안평대군(30)과 가깝게 지내던 사람들이며, 찬문까지 합하면 모두 23편에 이른다.
안평대군의 제서(題書)와 발문, 그리고 치지정에서 시(詩) 한수를 지어 붙이는데, 치지정(致知亭)은 그 이름으로 보아 무계정사지안에, 만여권의 책을 진열하고 독서를 하는 별서일 것으로 짐작이 된다. 안견의 그림을 감상하고 지은 시와 친필글씨와 함께, 시·서·화(詩書畵)가 어우러져 삼절정(三絶頂)의 극치를 이루고 있다.

## 발문
안평대군의 발문을 요약하면, 내가 정묘년4월20일 밤에 꿈을 꾸었는데 인수와 함께 산 아래 이르러 높은 봉우리와 골짜기가 깊고 험준하고, 복숭아가 수십 그루가 있다. 오솔 길의 갈림길에서 서성이는데 산관야복 차림의 행객을 만나니 정중하게 길을 가르쳐 주어 그 길로 인수와 함께 말을 몰아,깍아 지른 절벽과 수풀을 헤쳐 그 골짜기를 들어가니, 탁 트인 곳에 마을이 나타났고 사방엔 산들이 병풍처럼 둘러싸여, 구름과 안개가 가려진 사이로 복숭아 나무숲에 붉은 노을이 비치었다. 또 대나무 사이로 초막이 있는데 사립문이 반쯤 열려 있고, 섬돌은 무너져 가축도 없으며 앞 냇가에 빈 조각배가 물결 따라 흔들거려 신선이 사는 곳 같았다. 인기척에 뒤를 보니 정보.범용도 동행 했는데, 제각기 신발을 가다듬고 언덕을 오르락 내리락 이리저리 두루 돌아다니다 홀연히 꿈에서 깨어났다. “옛사람이 말하기를 '낮에 한 일이 밤에 꿈이 된다' 하였는데, 나는 궁중에 몸을 담아 밤낮으로 바쁜데 어째서 그때 꾼 꿈이 도원에 이르렀는가?” 뒷날 이 그림을 구해서 나의 꿈을 상상한다면 반드시 무어라고 할말이 있으리라. 꿈을 말한 후 사흘째 되는 날 그림이 완성되었고, 비해당(匪懈堂)매죽헌(梅竹軒)에서 쓴다. 라고 되어있다.비해당은 아버지 세종대왕에게 하사받은 당호(집)이며, 매죽헌은 인왕산 아래 누상동 수성계곡에 있었던 안평대군의 정자이다.

## 무계정사
꿈속 도원과 비슷한 자리라고 생각한 곳을 찾아내어, 지리와 복서(卜筮)에 뛰어났던 이현로(李賢老)로 하여금 터를 보게하니, 그가 말하기를 이곳은 ‘큰용이 일어날 땅(旁龍所興)’ 이라 하여 별당을 지을 생각을 하였다. 이때가 세종 29년(1447) 8월 30일인데, 태조 5년(1396)에 세운 도성의 정문 숭례문(崇禮門)이 비좁고 남루하여, 왕은 좌참찬 정분(鄭笨)에게 명 하여 숭례문을 대대적으로 개축(改築)하게 되는데, 분(笨)은 신작이라 기록된 지금의 웅장한 모습으로 완공하였고, 용(瑢)은 친분이 두터웠던 분(笨)에게 장인(工匠)과 재목및 기와를 요청하니, 분은 선공 부정 이명민을 시켜 숭례문을 완공한 후 남은 자재로 도성 밖 부암동에 무계정사(武溪精舍)를 세워주어, 만여권의 책을 갖추고 또 마포 용산강(龍山江)위에 담담정(淡淡亭)을 지어 여러 선비들과 시화를 즐겼다. 특히 안평대군과 또래인 성삼문. 박팽년. 이개. 신숙주등은 성균관에서 수학한 절친한 사이이기에 같이 어울려 시회(詩會)를 즐겼으며, 특히 몽유도원도가 완성된 3년 후(1450) 안평대군은 이 정자에서 21명의 문사들과 치지정(致知亭)에서 몽유도원도를 감상 하면서, 제서(題書)와 발문 그리고 시(詩) 한수를 지어 붙이는데, 자리를 같이한 문사들의 찬문을 이어받았다.
무계정사를 지은지 3년이 지난 단종 1년(1453) 9월 5일 수양대군이 한명회를 시켜 선공 부정(繕工副正) 이명민(李命敏)에게 목수를 청하나 이를 거부하게 되니 한명회가 희롱하기를 "네가 안평 대군(安平大君)을 위하여 무계정사(武溪精舍)를 세웠고, 또 담담정(淡淡亭)을 용산강(龍山江) 위에 지었으며, 또 김정승을 위하여 별실(別室)을 짓는 데에 재목과 기와를 운반해 주고, 집을 얽고 담을 바르는 일을 일찍이 어렵지 않게 하였는데, 같은 왕자인데 홀로 수양 대군(首陽大君)에게는 어찌하여 한 장인(匠人)을 아까와하는가?" 하니, 이명민이 조금 있다가 말하기를, "네가 어찌 알겠느냐? 안평 대군은 일국에서 우러러보는 바인데, 어찌 그렇게 하지 않을 수 있겠는가? 수양 대군 같은 이는 비록 명하는 바를 따르지 않을지라도 내게 어찌하겠는가?" 한명회가 당시 공조판서보다 실권이 막강한 이명민을 떠보는 내용이고 계유정난을 일으켜 정권을 잡은 한달 전 일이다.
[동국여지비고 제2편]담담정(淡淡亭) 마포 북쪽 기슭에 있다. 안평대군(安平大君)이 지은 것인데, 서적 만 권을 저장했고, 선비들을 불러모아서 십이경시문(十二景詩文)을 짓고 사십인영(四十人詠)을 지었다. 신숙주(申叔舟)의 별장이다.
무계정사(武溪精舍) 창의문(彰義門) 밖 무계동에 있다. 안평대군이 꿈에 도원(桃源)에서 놀고 이윽고 이 집을 지었다. ○ 이식(李埴)의 기문이 있다.

## 몽유도원도와 대자암
- 계유정난

1453년 10월 10일 계유정난을 일으킨 친형 수양대군의 권력에 의해, 안평대군 용(瑢)은 정쟁의 패배자가 되어 실권을 박탈당하고, 10월 10일 강화도로 유배되어 며칠 후인 10월 18일 유배지 교동도(喬桐島)에서 사사(賜死)되었다. 이후 그의 아들 이우직(宜春君)은 진도(珍島)로 유배된 후 사사되었고, 의춘군의 아내인 오대(五臺)와 딸 무심(無心) 등은 이조판서 권람의 집의 노비로 분배되었다.
지금은 개인 사유지로 변한 무계정사지 자리에 무계동(武溪洞)글씨의 각자(刻字)바위가 남아 있는데 안평대군의 서체가 확실해 보인다. 계유정난은 세조가 정치적 야욕을 가지고 단종을 보좌한 황보인. 김종서 등 안평대군과 가깝게 지내던 세력을 살해할 때, 실록에는 그 명분을 이용(李瑢)이 붕당을 조성하여 모반(謀反)의 음모를 꾀했다고 기록되어 있다.
왕조시대 모반은 십악(十惡)의 죄 중에서도 가장 무거운 죄인인데 그 집에다 후대인이 각자(刻字)를 새길리 만무하고 이 터는 당시 이현로가 방룡소흥(旁龍所興)의 땅이라 하였으며, 왕실과 관련된 태실(胎室)·궁지(宮址)·능묘(陵墓)·행궁터(行宮址)등 왕기(王氣)가 서려있는 땅이나, 왕실과 관련된 집은 일반 백성들 시이에서 몹시 꺼려하여 아무도 소유하지 않았다.
안평대군의 별서였던 무계정사도 즉시 철거되면서 몽유도원도를 포함한 많은 장서를 경기도 고양현의 대자암(大慈庵)으로 황급히 옮기게 되는데, 계유정난 당일 용(瑢)은 양이버지인 성녕대군(誠寧大君)집에 숨어있다 의금부 도사(義禁府都事) 신선경(愼先庚)이 군사 1백을 거느리고 성녕대군 집에서 용(瑢)을 붙잡아 양화도(楊花渡)에 이르러 강화(江華)로 압송(押送)하기 직전 그의 종 영기(永奇)를 변장시켜, 김종서에게 비밀히 찾아가 내가 잡혀가는 사실을 알리라 이르는데, 이미 황보인 김종서등 용과의 친분이 두터운 대신들을 간당이라 하여 죽인 사실을 용은 모르고 있었고, 이용이 사사된 후 종(從) 영기등 가솔들이 무계정사등에 있던 대부분의 유품을 대자암으로 옮기게 되었다.
- 대자암

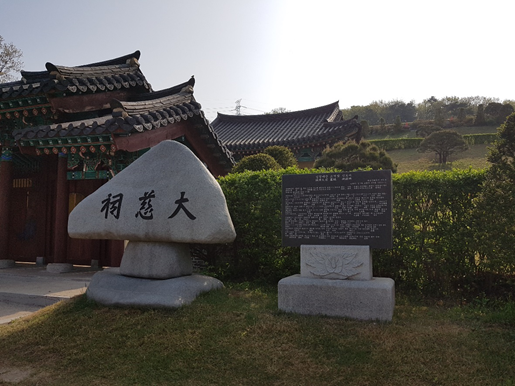
대자암(大慈菴)은 임진왜란 때 불 타 없어져 그 자리는 알 수 없고, 다만 성녕대군 묘역 아래 대자사(大慈祠)란 사당이 세워져있다.

대자암은 세종의 동생인 성녕대군 이종이 13세에 요절하여 아버지 태종에 의해 무덤옆에 1418년 4월 4일 지은 재암(齋菴)인데, 이 암자를 대자암(大慈菴)이라 이름하고, 노비 20구(口)와 전지 50결(結)을 붙이고, 대제학 변계량(卞季良)에게 신도비명(神道碑銘)을 짓게 하였다.
대자암 규모
"선종(禪宗)에 예속된 것으로는 절이 18개소, 전지(田地)가 4천 2백 50결입니다.
서울 흥천사는 원속전(元屬田)은 1백 60결인데, 이번에 90결을 더 주고, 항거승(恒居僧)은 1백 20명입니다.
진관사(津寬寺)는 원속전이 60결인데, 이번에 90결과 수륙위전 1백결을 더 주고, 거승은 70명이며,
고양(高陽) 대자암(大慈菴)은 원속전이 1백 52결 96복(卜)인데, 이번에 97결 4복을 더 주고, 거승은 1백 20명입니다"

그 후 세종의 명으로 셋째 아들인 안평대군을 양자로 정하였고, 문종즉위년(1450)에 좌참찬 정분(鄭苯). 병조판서 민신등이 32년 전에 지은 것을 고쳐지어 "소헌왕후(昭憲王后)의 기신재(忌晨齋)를 의례대로 대자암(大慈菴)에서 행하라." 하였으며, 종실에 반부(攀附)하여 무릇 큰 불사(佛事)는 모두 여기에서 행하니, 시사(施捨)하는 곡식과 비단을 이루 기록할 수 없었다. 대자암은 고양현(高陽縣) 북쪽 산리동(酸梨洞, 현재 고양시 덕양구 성령길 22-38, 대자동)에 대자사(大慈祠)라는사당이 성녕대군 묘지 바로 아래에 있으며 절터는 임진왜란 때 소실되어 흔적없이 사라졌다.
[향토문화유적 -제2호- 성령대군의 이름은 종(褈) 이니 조선국 제3대 태종왕의 네째 아드님으로 영령. 효령. 충령(세종대왕) 대군의 친동생이시며 어머니는 원경왕후 민씨이다...(중략)...산리동(酸梨洞)이란 지명을 대자동(大慈洞)이라 명명하시어 현재에 이르고 있으며, 대자암은 임진왜란 때 소실되었다.<성령대군 묘역및 신도비 >일부]

### 몽유도원도 반출
현재 몽유도원도는 상하 두 개의 두루마리로 표구되어, 일본의 덴리대학 부속도서관(天理大学 附属図書館)에 소장되어 있는데, 1592년 4월 13일 왜구가 부산으로 들어와 5월 1일 서울에 입성한 후, 남별궁에 주둔한 총대장 평수가(平秀家)가 이 절에 보관하던 안평대군의 유품 중 몽유도원도를 포함한 장서(藏書)와 금불(金佛)까지 약탈하여 전리품으로 일본에 반출했다.

## 같이 보기
- 안견
- 신숙주
- 안평대군
- 수양대군
- 해외문화재